# Pulitzer-Preis/Korrespondenz
Der Pulitzer-Preis für Korrespondenz (Correspondence) wurde von 1929 bis 1947 vergeben.

## Preisträger

### 1929–1939

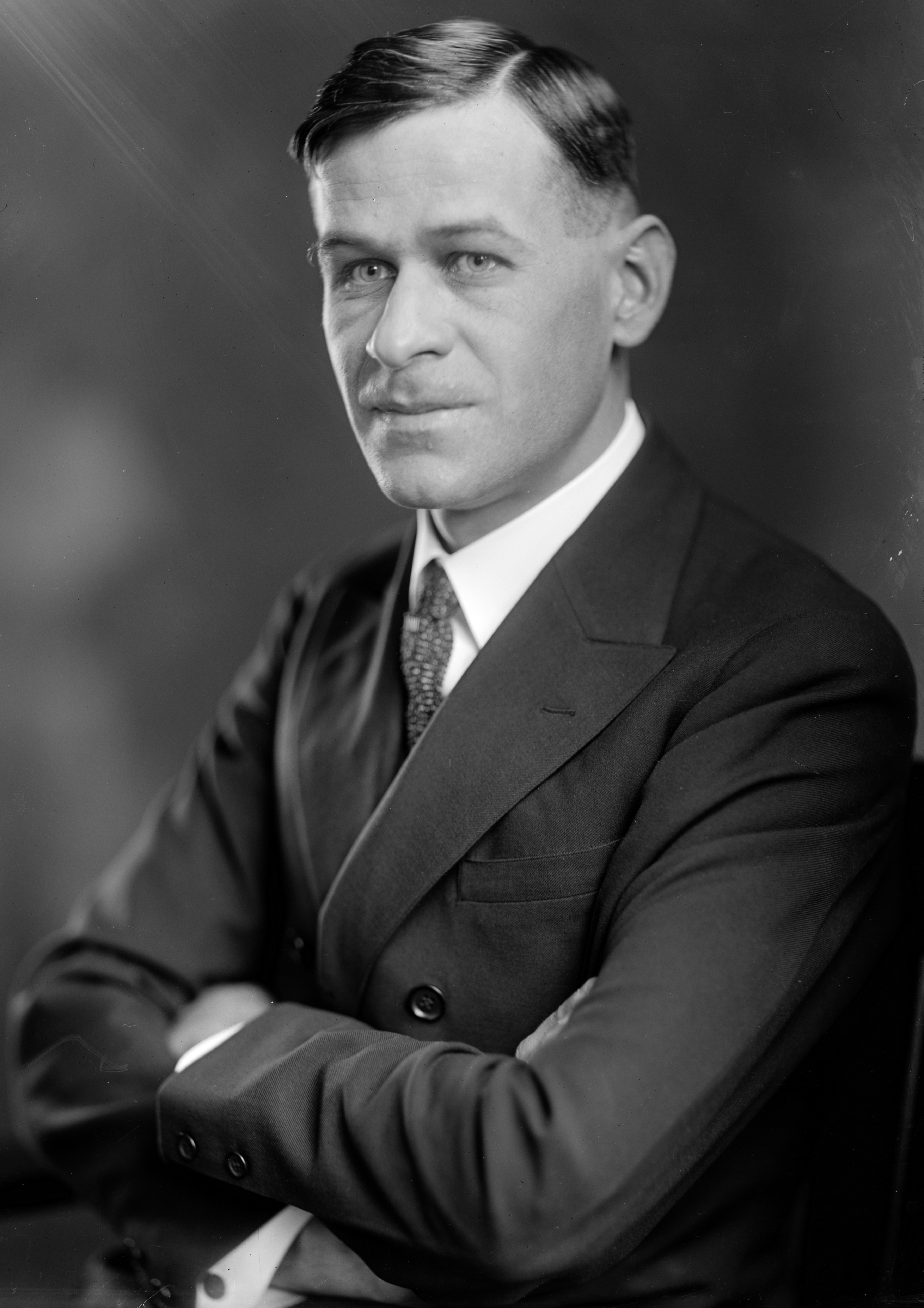
Charlie Ross

- 1929: Paul Scott Mowrer von den Chicago Daily News
- 1930: Leland Stowe of New York Herald Tribune
- 1931: H. R. Knickerbocker vom Philadelphia Public Ledger und der New York Evening Post
- 1932: Walter Duranty von der New York Times und Charlie Ross vom St. Louis Post-Dispatch
- 1933: Edgar Ansel Mowrer von den Chicago Daily News
- 1934: Frederick T. Birchall von der New York Times
- 1935: Arthur Krock von der New York Times
- 1936: Wilfred C. Barber von der Chicago Tribune (Preis wurde posthum vergeben.)
- 1937: Anne O’Hare McCormick von der New York Times
- 1938: Arthur Krock von der New York Times
- 1939: Louis P. Lochner von Associated Press

### 1940–1947

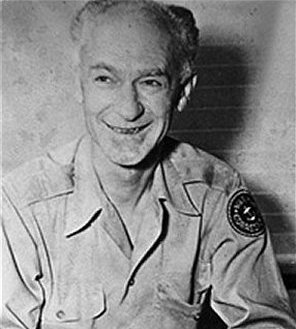
Ernie Pyle

- 1940: Otto D. Tolischus von der New York Times
- 1941: Anstatt einen individuellen Pulitzer-Preis zu vergeben, folgte der Stiftungsrat dem Vorschlag der Kommission, eine Bronzetafel oder Schriftrolle erstellen zu lassen, um die öffentlichen Verdienste und individuellen Leistungen der amerikanischen Kriegsberichterstatter in Europa, Asien und Afrika seit Beginn des Zweiten Weltkrieges zu würdigen.
- 1942: Carlos P. Rómulo vom Philippines Herald
- 1943: Hanson W. Baldwin von der New York Times
- 1944: Ernie Pyle von der Scripps-Howard Newspaper Alliance
- 1945: Hal Boyle von Associated Press
- 1946: Arnaldo Cortesi von der New York Times
- 1947: Brooks Atkinson von der New York Times